# Cimitirul Noratus din Armenia
Cimitirul Noratus (în armeană: Նորատուսի գերեզմանատուն) este un cimitir medieval din satul Noratus, Armenia. Acesta conține peste 800 de hacikare.

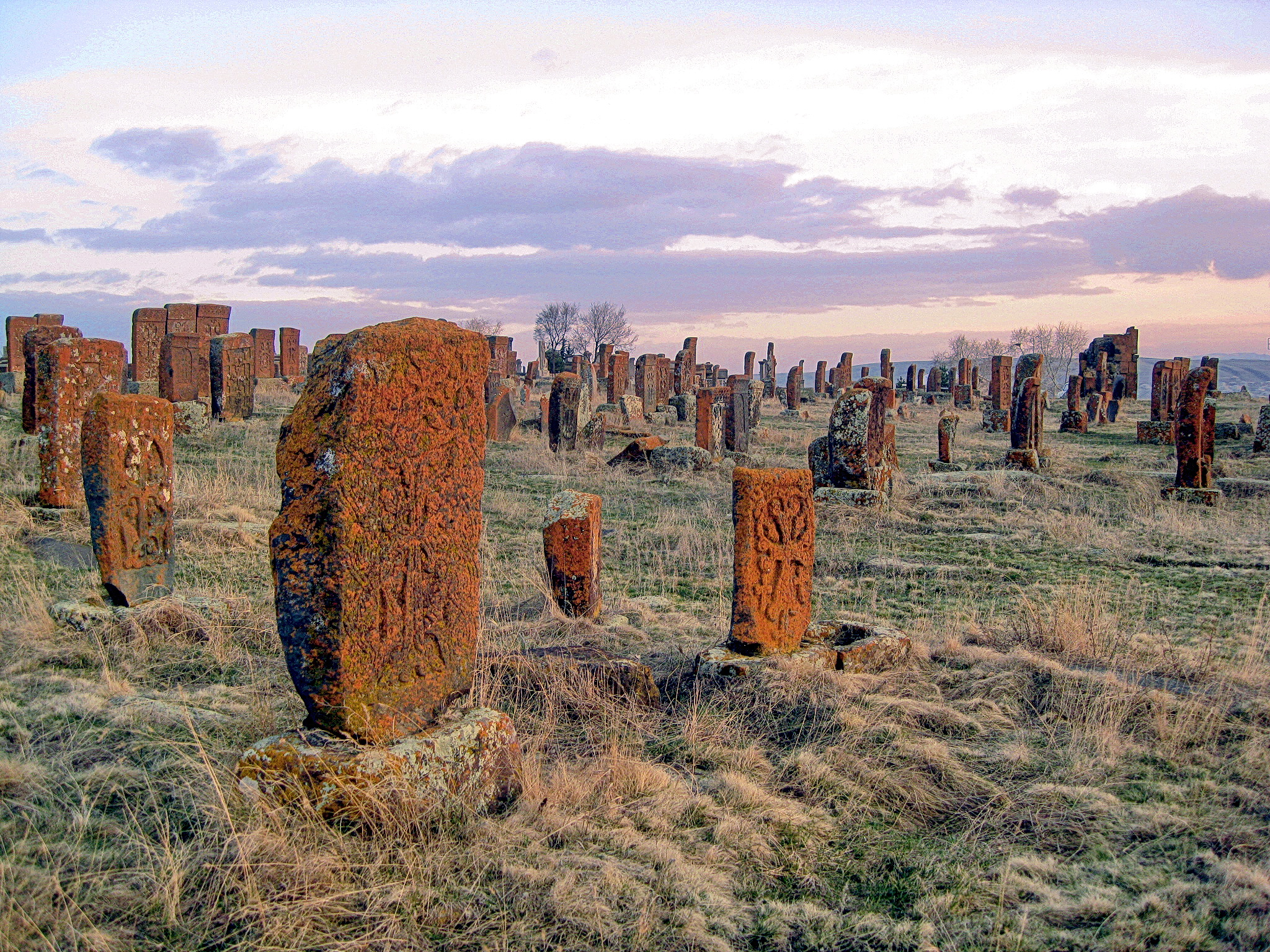
Vedere în cimitir, arătând un număr mare de hacikare.